# Niederdorla
Niederdorla ist ein Ortsteil der Landgemeinde Vogtei im Unstrut-Hainich-Kreis in Thüringen (Deutschland) und liegt unweit eines der Mittelpunkte Deutschlands.

## Lage
Niederdorla liegt am Nordrand des Nationalparks Hainich etwa 5 Kilometer südlich von Mühlhausen und ist über die Landesstraßen L 2104 und L 1016 (Mühlhausen–Eisenach) erreichbar. Die Talsperre Seebach befindet sich südlich des Ortes. Der Mühlhäuser Stadtwald und der Wald der Orte Heyerode und Kammerforst begrenzen die Flur westlich.

## Geschichte
Niederdorla wurde erstmals 1223 urkundlich genannt. Der Ort gehörte zur Vogtei Dorla.
Die Gemeinde Niederdorla schloss sich am 31. Dezember 2012 mit weiteren Gemeinden der Verwaltungsgemeinschaft Vogtei zur neuen Gemeinde Vogtei zusammen.

## Bürgermeister
Der letzte ehrenamtliche Bürgermeister Eberhard Schill (SPD) wurde am 6. Juni 2010 gewählt.

## Sehenswürdigkeiten
- Ältestes Haus des Dorfes ist das Deutschritterordenshaus aus dem Jahre 1653 (Herrenstraße 2).
- Sehenswert ist ebenfalls die St.-Johannes-Kirche.
- Das Grenzhaus Heyerode im Hainich steht auf der Gemarkungsgrenze von Heyerode und dem zum Ort Niederdorla gehörenden Forstbezirk Niederdorlaer Holz.
- Eines der letzten erhaltenen Dorftore Thüringens ist das Fickentor.
- Der Anger mit zwei Steintischen
- Das germanische Opfermoor liegt heute in einem nahegelegenen flachen See. Hier wurden von 1957 bis 1964 zahlreiche Gegenstände aus der Zeit zwischen dem 6. Jahrhundert v. Chr. und dem 10./11. Jahrhundert n. Chr. aufgefunden, die heute in einer Ausstellung besichtigt werden können. Es handelt sich um einen Opferplatz der Germania libera, des nichtrömischen Germaniens. Opferhandlungen wurden bis in die Völkerwanderungszeit nachgewiesen. Um das Heiligtum herum lagen mehrere Siedlungen. Es gibt zahlreiche Opferstellen, teilweise mit anthropomorphen Holzidolen. Es wurden Knochen von 334 Tieren mindestens 40 Menschen gefunden; dabei lagen Hämmer, Äxte und Keulen, die offenbar der kultischen Tötung dienten. Außerdem fand man landwirtschaftliche Geräte, Reusen, Radteile und Zimmermannsgeräte. Von den Opfertieren waren Rinder mit 114 Exemplaren am häufigsten vertreten. Danach kamen die Hunde mit 54, Pferde mit 24, Schweine mit 22 Individuen und viele Schafe oder Ziegen. Auch 35 Haus- oder Wildvögel waren vertreten. Wildtiere waren deutlich seltener.

In den letzten Jahren wurde eine germanische Siedlung nachgebaut.

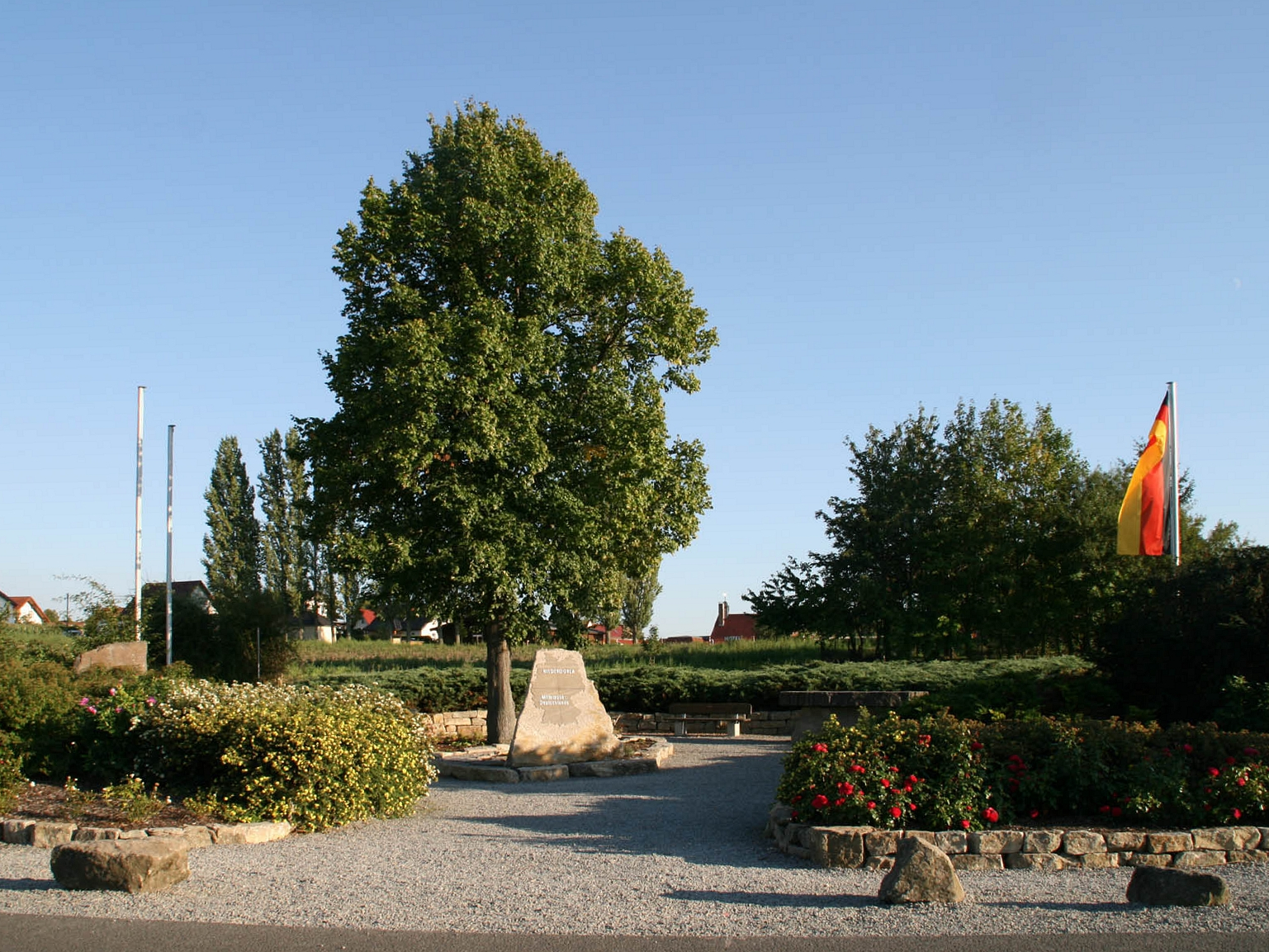
Kaiserlinde und Mittelpunktstein in Niederdorla

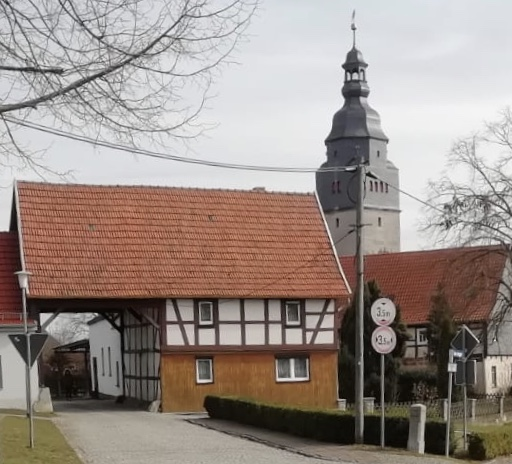
Das Fickentor

- Geographischer Mittelpunkt Deutschlands

Seit der deutschen Wiedervereinigung am 3. Oktober 1990 befindet sich etwa 500 m nördlich von Niederdorla einer der geographischen Mittelpunkte Deutschlands. Dies wurde durch Karl-Heinz Finger aus Dresden und Frau/Herrn Förge aus Göttingen vermessen und bestätigt. Als Messmethode wurden dabei die jeweils entferntesten Punkte des heutigen deutschen Staatsgebietes in Nord-Süd- und Ost-West-Richtung gewählt. Der damit ermittelte Schnittpunkt befindet sich dabei an der oben erwähnten Stelle bei 51° 10′ nördlicher Breite und 10° 27′ östlich Greenwich.
Am 12. Oktober 1990 wurde die Gemeinde Niederdorla über diesen Umstand unterrichtet. Am 26. Februar 1991 wurde als Würdigung am geographischen Mittelpunkt eine Kaiserlinde (Tilia pallida) gepflanzt. Ein in unmittelbarer Nähe aufgestellter Mittelpunktstein gibt ebenfalls darüber Auskunft.
Seit 1990 findet alljährlich ein „Fest am Mittelpunkt Deutschlands“ statt.

## Söhne und Töchter des Ortes
- Matthias Weckmann (ca. 1616–1674), Organist und Komponist des Barocks in Hamburg
- Matthias Zenge (* 1962), Ballonfahrer und Weltmeister im Gasballonfahren[5]

## Sonstiges
- Das Geschmink ist eine regionaltypische deftige Kartoffelmahlzeit mit einem Stück Hammelfleisch. Die Zubereitung dieses Gerichts hat sich ein Niederdorlaer Kochverein zur Aufgabe gemacht und serviert das Geschmink auch zur Vogteier Kirmes.[6]
- Als Zeugnisse eines oft derben Volkshumors bildeten sich bereits vor Jahrhunderten Besonderheiten des jeweiligen Dorfes charakterisierende Neck- und Spitznamen heraus. Demnach lebten hier im Ort die Niederdorlaer Frösche – da sich am Rand des Dorfes ein ausgedehntes Feuchtgebiet (Ried, Seewiesen) mit unzähligen Fröschen befand.[7]